# Occoneechee Speedway
Occoneechee Speedway – jeden z dwóch pierwszych torów NASCAR. Inauguracyjny wyścig odbył się w 1949 roku.
Tor znajduje się w pobliżu miasta Hillsborough w Północnej Karolinie.

## Historia
W XIX wieku znajdowała się tam farma Occoneechee. Nazwa wywodzi się od zamieszkujących tę ziemię w XVII i XVIII wieku indian Occaneechi. Julian S. Carr, właściciel ziemi, wybudował tor do wyścigów konnych o długości pół mili (805 metrów).
We wrześniu 1947 roku Bill France na miejscu starego toru wybudował tor o długości 0,9 mili, o szutrowej nawierzchni.
Dwa miesiące później powstała organizacja NASCAR.
Pierwsze wyścigi na torze zwyciężyli bracia Flock: Tim, Bob i Fonty. Pierwsza kobieta, Louise Smith, wystartowała w wyścigu jesienią 1949 roku. Wśród startujących na torze zawodników znaleźli się: Fireball Roberts, Richard Petty, Ned Jarrett i Junior Johnson.
W 1954 roku tor przemianowano na Orange Speedway.
Tor został zamknięty w 1968 m.in. za sprawą protestów lokalnych duchownych, William France Sr. postanowił zakończyć organizowanie na nim wyścigów. Ostatni wyścig odbył się na nim 15 września 1968 roku. Zwyciężył wtedy Richard Petty.
Obiekt został wpisany do National Register of Historic Places (Narodowego Rejestru Miejsc Historycznych), i zajmuje 18 km kw. W 2003 wybudowano szlak turystyczny. Tor Occoneechee jest obecnie mocno zarośnięty przez sosny i jawory. Trybuny jak i większa część owalu zachowała się do dziś.
France Senior przeniósł się do Alabamy, gdzie kupił działkę o powierzchni 7 km kw, 65 km na wschód od Birmingham. Wybudował tam największy i najszybszy tor NASCAR – Talladega Superspeedway.